# Annegret Strauch
Annegret Strauch (* 1. Dezember 1968 in Radebeul) ist eine ehemalige Ruderin aus der Deutschen Demokratischen Republik. 1988 gelang ihr im Achter der Olympiasieg.
Annegret Strauch vom SC Einheit Dresden siegte 1986 bei der DDR-Juniorenmeisterschaft im Doppelzweier und erhielt Bronze bei den Junioren-Weltmeisterschaften. 1987 wechselte sie in den Achter und belegte in dieser Bootsklasse den dritten Platz bei der DDR-Meisterschaft. 1988 saß sie im Nationalmannschafts-Achter mit Judith Zeidler, Kathrin Haacker, Ute Wild, Anja Kluge, Ramona Balthasar, Beatrix Schröer, Ute Stange und Steuerfrau Daniela Neunast. Diese neu zusammengesetzte Crew siegte im Finale der olympischen Ruderregatta in Seoul vor den Booten aus Rumänien und China. Für diesen Sieg wurde sie mit dem Vaterländischen Verdienstorden in Gold ausgezeichnet. Gemeinsam mit Ute Wagner-Stange wechselte Strauch 1989 in den Vierer ohne Steuermann. Zusammen mit Ina Justh und Christiane Harzendorf siegten die beiden bei der Weltmeisterschaft in Bled. Der letzte große Auftritt der DDR-Rudernationalmannschaft war die Weltmeisterschaft 1990 in Tasmanien. Strauch, Wagner-Stange und Harzendorf saßen im Achter und erhielten noch einmal Bronze.
Nach der Wende wechselte Annegret Strauch von Dresden zum Ruderverein Saar-Undine Saarbrücken. 1991 belegte sie mit dem deutschen Achter den fünften Platz bei der Weltmeisterschaft. Bei den Olympischen Spielen 1992 in Barcelona trat sie erneut im Achter an und gewann die Bronzemedaille. Dafür wurde sie mit dem Silbernen Lorbeerblatt geehrt.